# Lactarius uvidus
Lactarius uvidus é um fungo que pertence ao gênero de cogumelos Lactarius na ordem Russulales. Encontrado na Europa, América do Norte e norte da África, foi descrito cientificamente pelo micologista sueco Elias Magnus Fries em 1838.

## Taxonomia
Os fungos geralmente identificados como L. uvidus são parte de um complexo de espécies e variedades difíceis de serem distinguidas entre si. Este cogumelo foi originalmente descrito pela mesma autoridade como Agaricus uvidus em 1818, antes de ser renomeado por Fries para a sua atual designação.

Distribuição de Lactarius uvidus em países da Europa.